# 臺北市殯葬管理處
臺北市殯葬管理處，簡稱殯葬處，是臺北市政府轄下的二級機關，隸屬臺北市政府民政局。殯葬處除了監督台北市葬儀社及墓地管理外，目前轄有臺北市懷愛館、陽明山靈骨塔、陽明山臻愛樓與富德靈骨樓等殯葬及火葬執行機構。組織編制超過200人，今與位於台北市辛亥路的臺北市懷愛館合署辦公。殯葬處除了是台北市唯一火葬處理機構之外，也提供喪葬服務事宜及推廣簡化喪禮。

## 歷史

### 前身
該處前身為日治時期由台北市役所經營的葬儀堂。位於今十四號、十五號公園附近的葬儀堂建於1942年，主要業務除了提供日籍內地人火葬場所外，並提供西式化公祭祭典及遺體服務，另外也連帶管理葬儀堂所在三板橋一帶的骨灰墓園（即十四號及十五號公園）。
1945年日治時期結束，葬儀堂本為公營，但因戰前的台灣人不習火葬，業務內容多更動為土葬之前的遺體處理及葬儀等事宜。1950年，台北市長游彌堅無償將其葬儀堂交由上海人錢宗範經營並將葬儀堂所轄六張犁墓地委交管理。而滬商錢宗範除了將葬儀堂改名為極樂殯儀館之外，仍繼續從事葬儀事項，而名義上仍受台北市政府管理。

#### 市立殯儀館

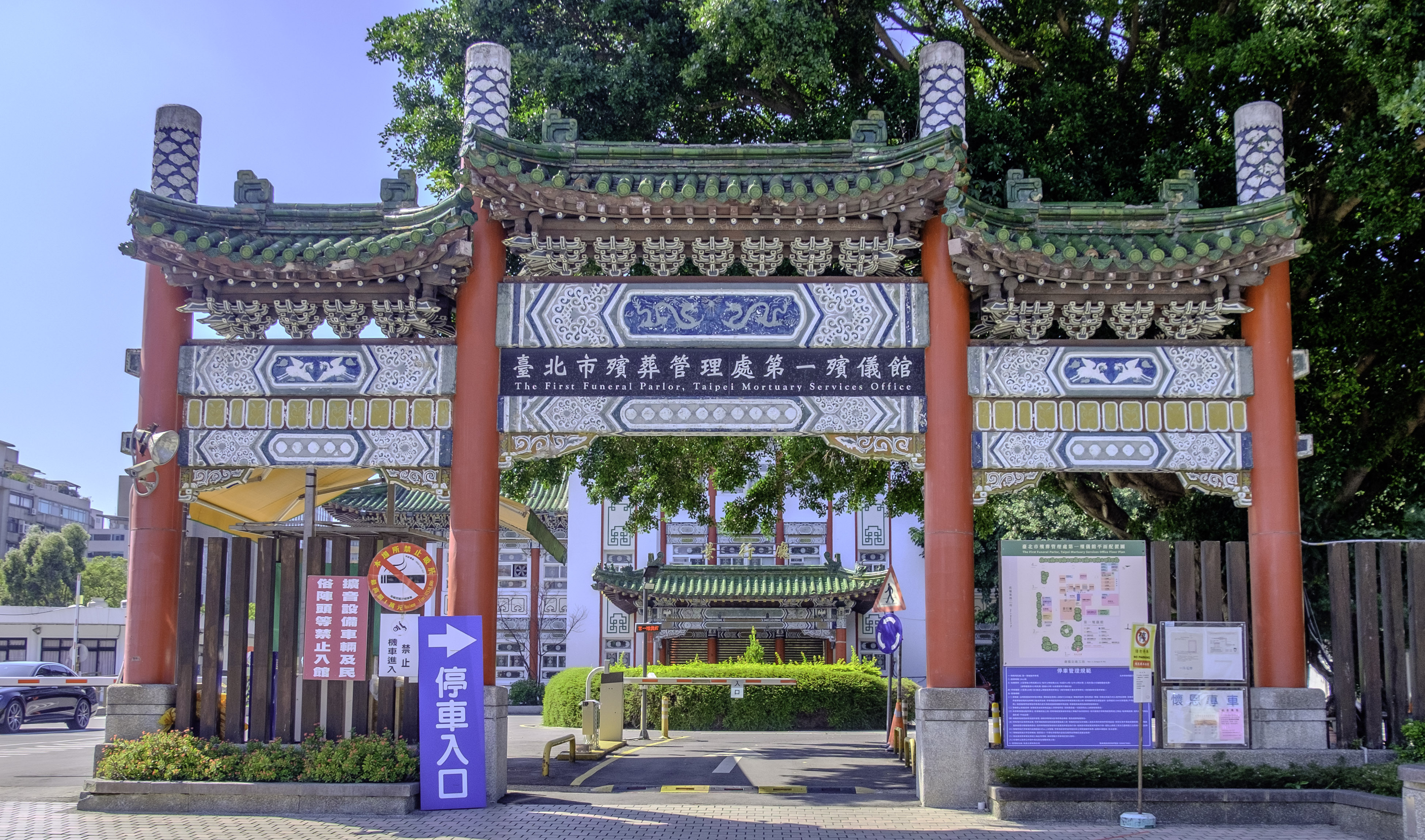
臺北市第一殯儀館1號門

因為外來人口迅速增多、台灣人漸漸接受火葬、骨灰墓園變成住家違建等等因素，極樂殯儀館不敷使用。台北市政府於1965年在瑠公圳末梢沼澤公用地成立台北市立殯儀館（即今民權東路台北市第一殯儀館現址）。
台北市立殯儀館並非墓園，而是專門協助喪家處理喪禮祭拜及提供停棺冷藏遺體等喪葬事宜的處所。1978年，台北市立殯儀館改名台北市第一殯儀館，台北市政府並於木柵地區增設臺北市第二殯儀館。

### 設置
1989年9月30日，兩殯儀館行政業務正式合併成立台北市殯葬管理處，隸屬臺北市政府社會局，以督導兩殯儀館殯葬事宜。2009年9月21日，台北市殯葬管理處改隸台北市政府民政局。2012年9月1日，台北市殯葬管理處暫遷臺北市大安區辛亥路三段223號2樓（黎元大樓）辦公。
2016年12月5日，臺北市第二殯儀館景仰樓落成啟用，台北市殯葬管理處及臺北市第二殯儀館辦公室同日遷入營運。2024年第一殯儀館停用拆除，第二殯儀館二期工程完工並更名為「臺北市懷愛館」。

## 設施

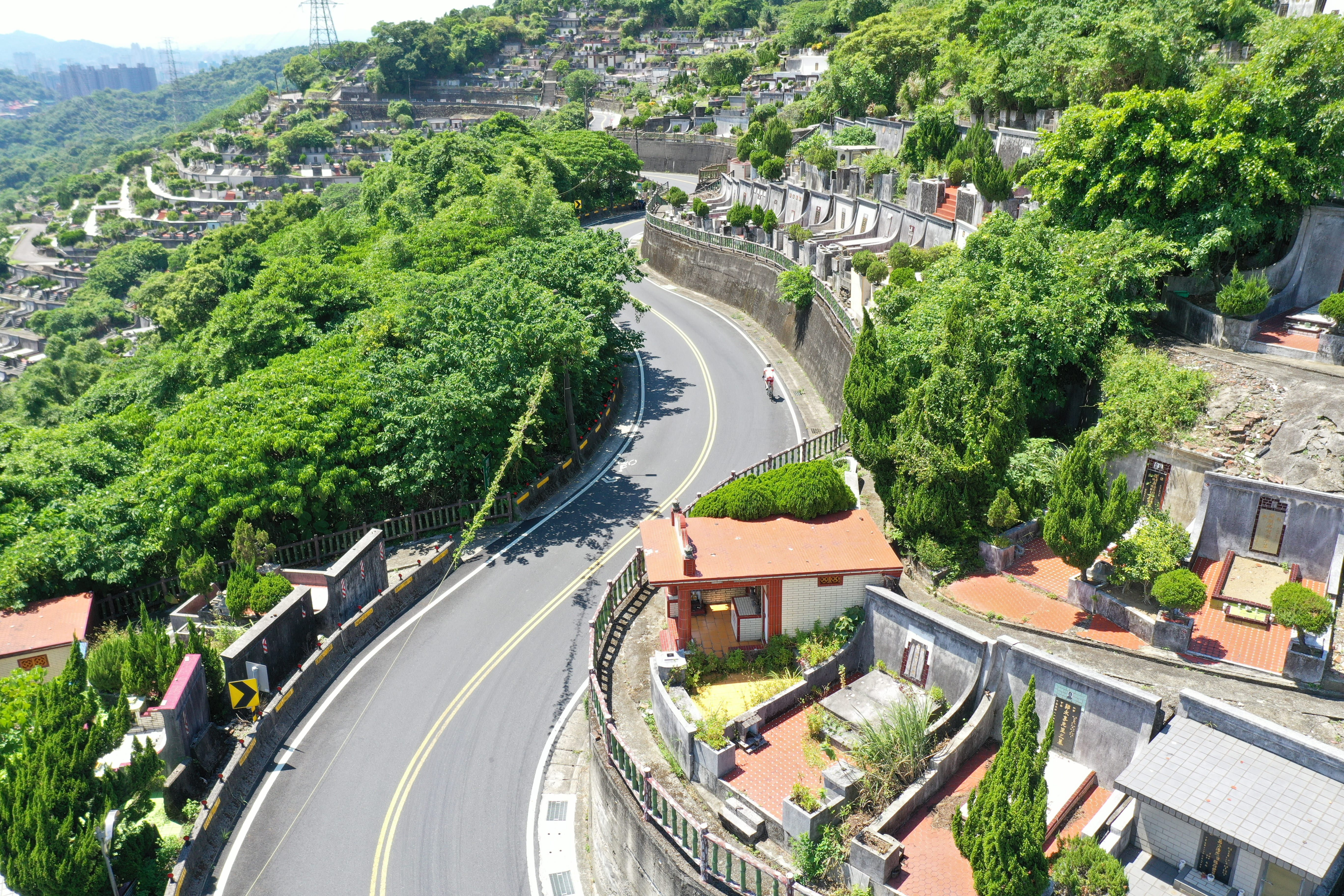
富德公墓

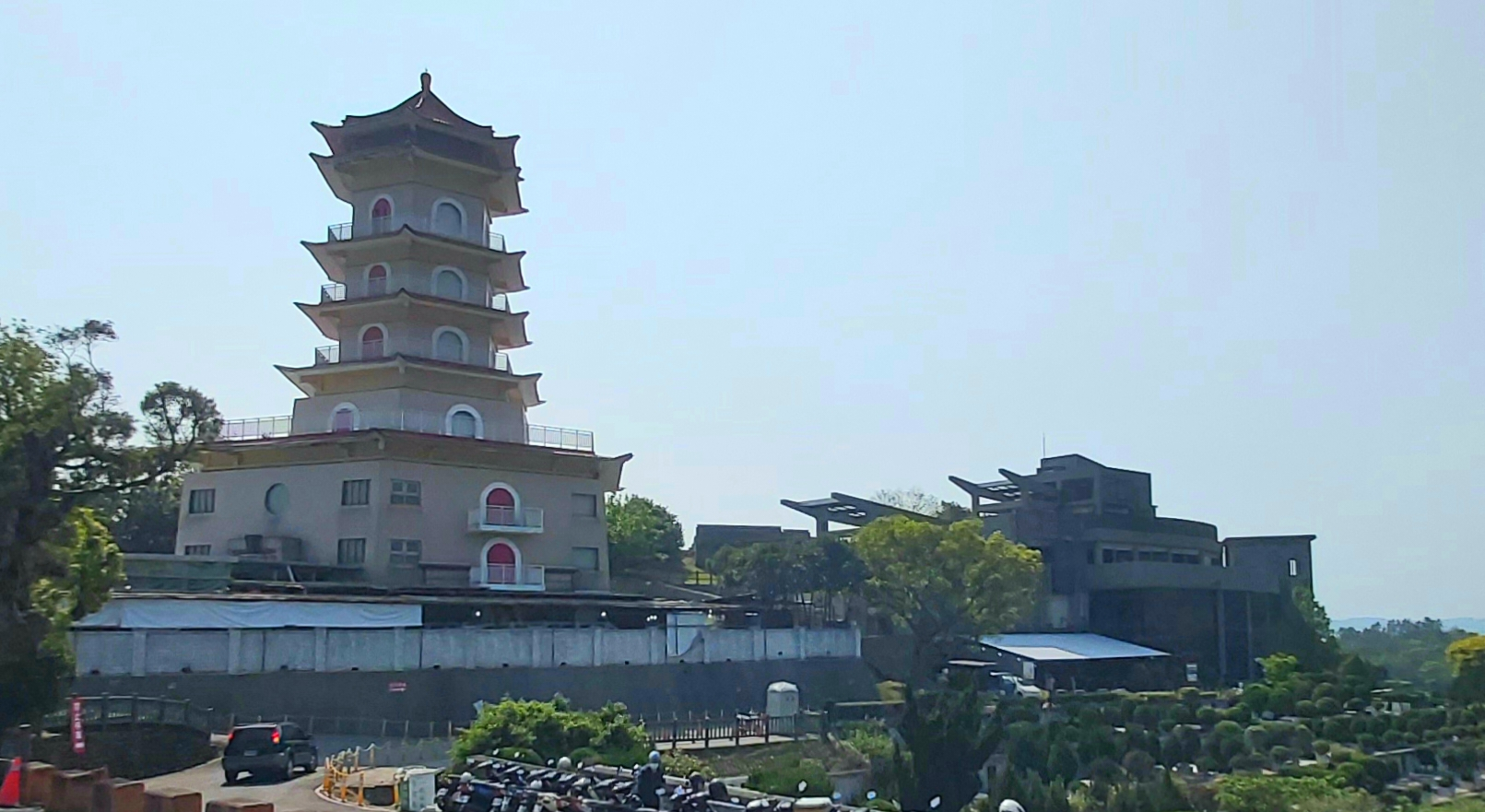
陽明山公墓靈骨塔與臻愛樓

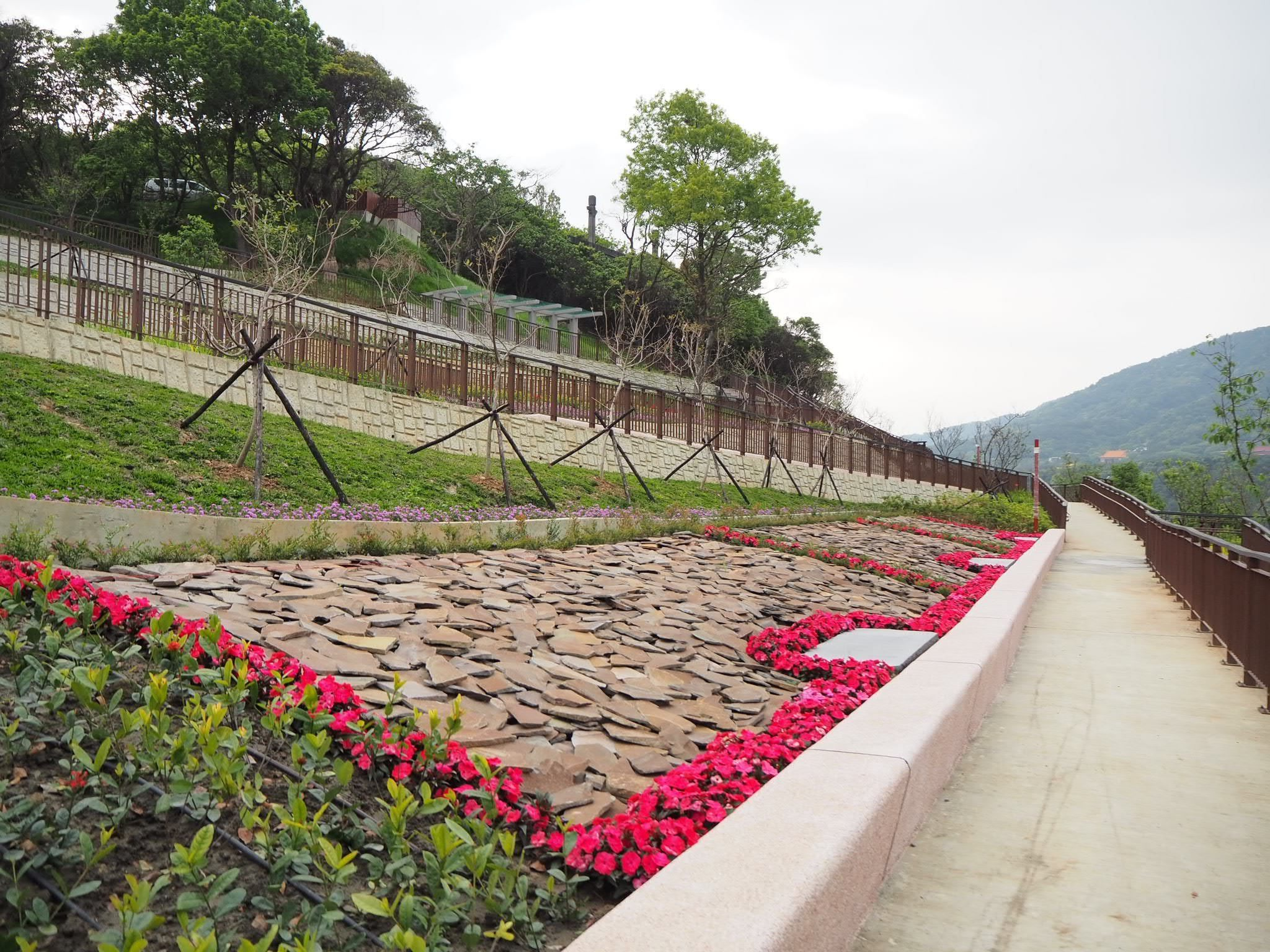
陽明山公墓臻善園花葬區

遺體處理方面，台北市殯葬管理處轄有臺北市懷愛館，設於台北郊區木柵附近。設有禮堂可提供喪家停棺、大殮、家祭、公祭場地及人力支援幫助。禮堂可視市民需求，自行雇工佈置成不同宗教，如：道教、佛教、基督教等會場，家屬可於會場內誦經、作旬、追思。冷藏室除了申請喪家的家屬大體短暫放置外，也存放台北市身份不明的意外事故遺體；如車禍事件的受害人大體。在火葬事宜方面，懷愛館內設置多部焚化爐，提供火葬服務，而管理處下轄的陽明山靈骨塔、陽明山臻愛樓與位於木柵富德公墓內的富德靈骨塔也是臺北市除民營的慈恩園外另三處合法靈骨塔。

### 懷愛館
- 禮廳28間
- 冷藏室
- 解剖室
- 火葬場(設14座TABO[3]火化爐,7套2對1IFZW[4]空氣污染防制設備)

- 助唸室（真愛室）
- 貢飯設施（腳尾飯）

### 陽明山靈骨塔
- 位置：北投陽明山第一公墓內
- 建築：七層寶塔式建築

### 陽明山臻愛樓
- 位置：北投陽明山第一公墓內陽明山靈骨塔旁
- 建築：

(1)基地面積：88465.670平方公尺
(2)建築面積：1141.310平方公尺
(3)地上三層、地下二層。
(4)約可設置5萬個貯骨櫃，目前已於1樓設置3552個貯骨櫃，101年將增設13448個貯骨櫃，預計至105年5萬個貯骨櫃全部建置完成。
(5)電梯3部(含一部身心障礙電梯)。
(6)設有露天陽台供民眾休憩。

### 富德靈骨樓
- 位置：位於文山富德墓區內
- 建築：地面五層，地下一層古典宮殿式建築

### 其他
陽明山公墓禁止土葬，富德公墓允許樹葬、灑葬。一般土葬以使用七年為限。
富德公墓設有寵物灑葬區。

## 組織架構
- 處長
- 副處長
- 秘書

### 內部單位
- 綜合企劃課
- 墓政管理課
- 殯儀管理課
- 總務課
- 第一殯儀館
- 第二殯儀館
- 會計室
- 人事室
- 政風室

## 外部連結
- 台北市殯葬管理處 （页面存档备份，存于）
- 環保葬-回歸自然 ‧ 大地永續的Facebook專頁
- YouTube上的北市殯葬處頻道